# Софиано, Татьяна Алексеевна
Татьяна Алексеевна Софиано (1903—1986) — советский переводчик и историк науки, составитель русско-английского и англо-русского геологических словарей.

## Биография
Родилась 30 октября (12 ноября) 1903 года в Москве, в семье военного А. С. Софиано (из греческого рода «Софианос»).
В 1919—1921 годах — конторщица Московской Рабоче-крестьянской инспекции.
В 1921—1923 годах работала в Управлении пожарной охраны Москвы.
В 1923—1928 годах — сотрудник по мобилизационной работе Московского территориального округа.
В 1924 году окончила Второй Московский государственный университет, получила специальность литератор-лингвист и переводчик.

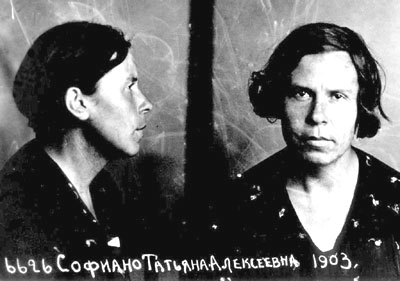
После ареста в 1937 году

С 1929 года — секретарь-экономист в Американско-русская торговой палаты (Торгово-промышленная палата). Работала переводчиком у американского представителя и корреспондента газеты «Манчестер гардиан» Вильямса Спенсера.

### Репрессии
Арестована 22 ноября 1937 года. 1 апреля 1938 года была осуждена Особым Совещанием при НКВД СССР — 58 статья (58-6 УК РСФСР, по подозрению в шпионаже), приговорена к 8 годам заключения.
Наказание отбывала в Карлаге (Карагандинский исправительно-трудовой лагерь НКВД). В апреле 1941 года была досрочно освобождена.
В анкетах для зарубежных командировок указывала, что «к судебной ответственности не привлекалась».
В годы войны, до 1950 года работала переводчиком Бюро по обслуживанию иностранцев МИД СССР, у иностранных корреспондентов, аккредитованных в Москве.

### Работа по истории геологии
1 сентября 1950 года начала работать младшим научным сотрудником в Кабинете истории геологии Института геологических наук АН СССР. В дальнейшем «Кабинет» был реорганизован в «Сектор», затем в «Лабораторию» истории геологии ГИН АН СССР). Её работа была связана с переводами и корреспонденцией на английском, французском и немецком языках, а также с составлением библиографий и биографий иностранных учёных. Автор более 200 научных статей по истории геологических наук, написанных в основном с В. В. Тихомировым.
Известна как составитель русско-английского и англо-русского геологических и других словарей:
- Софиано Т. А. Англо-русский геологический словарь / под редакцией Д. С. Коржинского. М.: Гостехиздат, 1957. 528 с.[5]; 2-е издание. М: Физматгиз, 1961. 528 с.
- Софиано Т. А. Русско-английский геологический словарь. Russian-English Dictionary of Geology / под редакцией А. П. Лебедева, В. Е. Хаина. М.: Физматгиз, 1960. 560 с.; 2-е издание. М.: ТЕСЛО, 1996. 560 с.
- Международный толковый словарь по петрологии углей. в 2 частях / перевод Т. А. Софиано, редактор П. П. Тимофеев. М:, 1965. 266 с.
- Волкова С. П., Панютина Л. Б., Софиано Т. А. и др. Материалы по истории геологии в СССР: Библиографический словарь. М.: ВИНИТИ, 1965—1973: 7 выпусков.
- Тимофеев П. П., Алексеев М. Н., Софиано Т. А. Англо-русский геологический словарь. М.: Русский язык, 1988. 540 с.; 2-е издание. М.: РУССО, 1995; 3-е издание. М.: РУССО, 1997. 540 с.; 4-е издание. 2002. 544 с.

Участвовала в международных конференциях по истории науки в СССР, ГДР, ПНР и других странах.
С 1967 года принимала участие в составлении на английском языке ежегодных отчётов Международного комитета по истории геологических наук (Newsletter INHIGEO).
В 1972 году вышла на пенсию.
Скончалась 21 ноября 1986 года в Москве, похоронена на Ваганьковском кладбище.

## Семья
Отец — Софиано, Алексей Семёнович (1854—1929), артиллерист, генерал-лейтенант (1914).
- Брат — Константин (1891—1938), убит в тюрьме НКВД СССР.
- Сестра — Екатерина (1893—1963)
  - Племянник — Сахаров, Андрей Дмитриевич (1921—1989), физик, правозащитник[8].

Мужья:
1. Фицнер, Владимир Сергеевич, в 1925 году вышла замуж, разошлась в конце 1920-х годов[2].
2. Саркисов, Гаек Богданович (1906—1976?), разошлись в 1944 году. В 1956 году он был реабилитирован и вернулся в Москву[2].

- Дочь — Марина (род. 1935) — переводчица.